# René Primevère Lesson
René Primevère Lesson (Rochefort, 20 marzo 1794 – Rochefort, 28 aprile 1849) è stato un naturalista francese.
All'età di sedici anni entrò nella scuola medica dell'Accademia Navale. Servì nella Marina Francese durante le Guerre Napoleoniche e nel 1811 ricoprì l'incarico di medico chirurgo sulla nave fregata Saal, e nel 1813 ricoprì lo stesso ruolo sulla Regulus.

## Opere
- Manuel d'ornithologie, ou Description des genres et des principales espèces d'oiseaux, 2 Vol. (1828)
- Traité d'ornithologie, ou Tableau méthodique des ordres, sous-ordres, familles, tribus, genres, sous-genres et races d'oiseaux (1831)
- Voyage autour du monde, entrepris par ordre du gouvernement sur la corvette La Coquille, Paris, Pourrat frères (1838-1839).
- Instinct et singularités de la vie des Animaux Mammifères, Paris, Paulin, (1842)
- Description de mammifères et d'oiseaux récemment découverts; précédée d'un Tableau sur les races humaines (1847)
- Histoire naturelle des zoophytes. Acalephes, Paris: de Roret (1843)